# BALDR FORCE
《BALDR FORCE》是戲畫在2002年11月1日發售的動作和戀愛冒險類型成人遊戲，「BALDR系列」的第四作。2003年1月24日發售《BALDR FORCE EXE》，另外由Alchemist發售Dreamcast版和PlayStation 2版。2006年11月10日開始發售OVA版《BALDR FORCE EXE RESOLUTION》。
2007年3月23日由TGL發售PC全年齡版《BALDR FORCE Standard Edition》。遊戲的機械人戰鬥部分，是成人禁遊戲中較成功的例子之一。

## 發售歷史
- 2002年11月1日PC（Windows）版《BALDR FORCE》發售。
- 2003年1月24日PC《BALDR FORCE EXE》發售。
- 2003年12月5日PC《BALDR FORCE EXE》廉價版發售。[5]
- 2004年10月28日Dreamcast版《BALDR FORCE EXE》發售。[6][7]
- 2005年4月7日PS2《BALDR FORCE EXE》發售。[8]
- 2006年3月23日PS2《BALDR FORCE EXE》通常版發售。[9]
- 2007年3月23日發售PC全年齡版《Baldr Force Standard Edition》。[10]
- 2007年4月27日發售PC《Xross Scramble》，其中所收錄的「BALDR FORCE Re-Action」和BALDR系列電子畫集《BALDR·Visual Chronicle》。

## 遊戲系統

### 冒險系統
本遊戲的劇情分岐偏多，連戰鬥輸贏也有少量的劇情分別，加上結局數目達16，要完全把遊戲通關頗費時間。
角色攻略次序被鎖定，每完成一部份才能在下次選擇進入其他路線，如下：
1. 美野里或彩音（可互換）
2. 月菜或梁（可互換）
3. 巴傑拉
4. 憐

TEAM BALDRHEAD其後的作品《DUEL SAVIOR》亦有類似的次序。

#### 結局
美野里和梁只有好壞兩種結局，其他則是三種，合共16。而憐的「融合」和「永遠」結局較難分辨是好是壞。
| 角色   | 真正結局           | 普通結局                             | 悲劇收場              |
| ------ | ------------------ | ------------------------------------ | --------------------- |
| 美野里 | 美野里（，MINORI） | —                                    | 終演（，LAST DANCE）  |
| 彩音   | 彩音（，AYANE）    | 歸還（，REPATRIATE）                 | 因果報應（，NEMESIS） |
| 月菜   | 月菜（，TUKINA）   | 蘇生（，RESURRECTION）               | 天獄（，VALHALA）     |
| 梁     | 梁（，RYAN）       | —                                    | 忘卻（，LOST MEMORY） |
| 巴傑拉 | 光（，HIKARU）     | 巴傑拉（，Bachelor）                 | 憎惡（，HATEFUL）     |
| 憐     | 憐（，RENN）       | 融合（，HERMONY） 永遠（，ETERNITY） | —                     |

### 動作系統

#### 基本操作
- 移動：較慢的移動。
- 高速移動：移動速度較快。
- 衝刺：正面地高速衝向最近的敵人。
- 攻擊：根據和敵人距離的遠近、高速移動或衝刺的狀態，一回攻擊中最多可使出十二種不同的已裝備的武器（武器可於戰鬥前更換）。
- FORCE CRASH：則「必殺技」。

|             | PC版                                                                                 | PC版                | PS2版               |
| 鍵盤        | 控制桿                                                                               | 控制桿              |                     |
| ----------- | ------------------------------------------------------------------------------------ | ------------------- | ------------------- |
| 移動        | 數字鍵「8、2、4、6」（預設）， 或方向鍵「↑、↓、←、→」。 分別為向上、下、左、右移動。 | 搖桿                | 無                  |
| 高速移動    | 連按同一方向兩次                                                                     | 連按同一方向兩次    | 十字鍵或搖桿        |
| 衝刺        | 數字鍵「5」（預設）                                                                  | 按鈕4（預設）       | R1                  |
| 攻擊        | 「Z、X、C」（預設）                                                                  | 按鈕1、2、3（預設） | 「□、╳、○」（預設） |
| FORCE CRASH | 3個攻擊鍵全按                                                                        | 3個攻擊鍵全按       | △（預設）           |

#### 普通招式
※粗體是由前作機甲戰線承繼過來或改良後的武器
|          |       | 編號 | 日文名稱 | 譯名（暫譯） |          |          | 編號 | 日文名稱 | 譯名（暫譯）     |
| -------- | ----- | ---- | -------- | ------------ | -------- | -------- | ---- | -------- | ---------------- |
| 近 距 離 | 格 鬥 | 1    |          | 左直拳       | 遠 距 離 | 實 彈    | 33   |          | 手槍             |
| 近 距 離 | 格 鬥 | 2    |          | 右直拳       | 遠 距 離 | 實 彈    | 34   |          | 火箭炮           |
| 近 距 離 | 格 鬥 | 3    |          | 上勾拳       | 遠 距 離 | 實 彈    | 35   | [ 11 ]   | 雙機關槍         |
| 近 距 離 | 格 鬥 | 4    |          | 昇龍拳       | 遠 距 離 | 實 彈    | 36   |          | 格林砲           |
| 近 距 離 | 格 鬥 | 5    | [ 12 ]   | 下踢         | 遠 距 離 | 實 彈    | 37   |          | 霰彈槍           |
| 近 距 離 | 格 鬥 | 6    |          | 極限槌打     | 遠 距 離 | 實 彈    | 38   |          | 炸裂彈           |
| 近 距 離 | 格 鬥 | 7    |          | 膝撞         | 遠 距 離 | 實 彈    | 39   |          | 多彈頭飛彈倉     |
| 近 距 離 | 格 鬥 | 8    |          | 側踢         | 遠 距 離 | 實 彈    | 40   |          | 導向飛彈         |
| 近 距 離 | 格 鬥 | 9    |          | 飛踢         | 遠 距 離 | 實 彈    | 41   |          | 滯空搜索飛彈     |
| 近 距 離 | 格 鬥 | 10   |          | 滑踢         | 遠 距 離 | 實 彈    | 42   |          | 觸傳炸彈         |
| 近 距 離 | 格 鬥 | 11   |          | 衝撞攻擊     | 遠 距 離 | 實 彈    | 43   |          | 爆擊飛彈         |
| 近 距 離 | 格 鬥 | 12   |          | 對空衝撞     | 遠 距 離 | 實 彈    | 44   |          | 浮遊機雷         |
| 近 距 離 | 格 鬥 | 13   |          | 帝國突擊     | 遠 距 離 | 實 彈    | 45   |          | 火焰放射器       |
| 近 距 離 | 格 鬥 | 14   |          | 銀河突擊     | 遠 距 離 | 實 彈    | 46   |          | 手榴彈           |
| 近 距 離 | 武 器 | 15   |          | 電鑽刺       | 遠 距 離 | 實 彈    | 47   |          | 地雷             |
| 近 距 離 | 武 器 | 16   |          | 地雷擊打     | 遠 距 離 | 實 彈    | 48   |          | 擊落鷹隼         |
| 近 距 離 | 武 器 | 17   |          | E指          | 遠 距 離 | 實 彈    | 49   | [ 13 ]   | DD飛彈           |
| 近 距 離 | 武 器 | 18   |          | 電擊棒       | 遠 距 離 | 能 量    | 50   |          | 對空擴霰彈       |
| 近 距 離 | 武 器 | 19   |          | 鐵管擊       | 遠 距 離 | 能 量    | 51   |          | 波動砲           |
| 近 距 離 | 武 器 | 20   |          | 光束劍       | 遠 距 離 | 能 量    | 52   |          | 光子衝擊波       |
| 近 距 離 | 武 器 | 21   |          | 粉碎槌       | 遠 距 離 | 能 量    | 53   |          | 直線雷射         |
| 近 距 離 | 武 器 | 22   |          | 槍矛         | 遠 距 離 | 能 量    | 54   | [ 14 ]   | 脈衝雷射         |
| 近 距 離 | 武 器 | 23   |          | 籠刃         | 遠 距 離 | 能 量    | 55   |          | 衛星雷射         |
| 近 距 離 | 武 器 | 24   |          | 格林棒       | 遠 距 離 | 能 量    | 56   |          | 反向領域         |
| 近 距 離 | 武 器 | 25   | [ 15 ]   | 青龍刀       | 遠 距 離 | 能 量    | 57   |          | 阻礙屏障         |
| 近 距 離 | 武 器 | 26   |          | 雙劍         | 遠 距 離 | 能 量    | 58   |          | 防禦力場         |
| 近 距 離 | 武 器 | 27   |          | 束縛鋼條     | 遠 距 離 | 感 應 炮 | 59   | [ 16 ]   | 格林感應炮       |
| 近 距 離 | 武 器 | 28   |          | 晨曦流星槌   | 遠 距 離 | 感 應 炮 | 60   |          | 雷射感應炮       |
| 近 距 離 | 武 器 | 29   |          | 流星刺鞭錘   | 遠 距 離 | 感 應 炮 | 61   |          | 導向感應炮       |
| 近 距 離 | 武 器 | 30   | [ 17 ]   | 地雷清掃     | 遠 距 離 | 感 應 炮 | 62   |          | 對空巴爾幹感應炮 |
| 近 距 離 | 能 量 | 31   |          | 擴散拳擊     | 近 距 離 | 重 力    | 63   |          | 重力防壁         |
| 近 距 離 | 能 量 | 32   |          | 能量防壁     | 近 距 離 | 重 力    | 63   |          | 重力防壁         |

#### FORCE CRASH
|            | 砲擊破壞     | T.K.O      | 技術性擊倒 （Technical knockout） | 月華衝 | 月華衝            |
|            | 超・昇龍拳   |            | 超・飛踢                          |        | 帝國終結          |
|            | 王者之劍     | 貫壁       | 貫壁                              |        |                   |
| 武幻剛乱舞 | 武幻剛亂舞   |            | 龐大能量防壁                      |        | 屠殺霰彈槍        |
|            | 格林砲 T-150 |            | 觸傳炸彈γ                         |        | 幽靈滯空 搜索飛彈 |
|            | 擊落鳳凰     |            |                                   |        | EPX手榴彈         |
|            | 超地雷       | 集束波動砲 | 集束波動砲                        | [ 18 ] | 子母飛彈          |

### PS2版增加內容
- 新增聲優陣容，亦可設定為原聲優（見角色介紹）。
- PS2版專用模式「Hyper mode」。
- 5分鐘限制模式「Time attack」。
- PS2版新片頭曲、開頭動畫「LOVE.EXE」，重製「Face of Fact」開頭動畫。
- 新增貓貓軟體製作、本收錄在貓貓fan disk2的BALDR Neko FORCE。

### Standard Edition版增減內容
增加部份
- 生存模式可於輸掉的關卡重玩，不會直接結束。

刪減部份
- 沒有重力防壁。
- 遊戲中唯一會以主題曲「Face of Fact」作背景音樂的情景時，只是該曲的短篇版本（PS2版是全曲）。
- 沒有訊息自動略過模式。
- 地獄模式刪去部份PS2版的語音。

程序錯誤
- 在巴傑拉劇情第12章時（對戰巴傑拉後），程式必定強制結束。然而TGL在發售日（2007年3月23日）後整整一個月（同年4月27日）才有修正補丁。

## 故事簡介
故事發生在超高度文明的近未來。當時的電腦運算能力已經可以模擬出人類的五感，更可以直接進入網絡世界。大廈、食物、感覺等也是由電腦程式寫成。
主角相馬透是駭客集團「草原之狼」的成員之一，使用戰鬥用工具以駭客的身份生活。在「草原之狼」解散前的最後一次駭客活動中，誤闖入軍方和恐怖組織之間的戰鬥，透的好友野野村優哉更因而死亡，透就此發誓報仇……。 	 

## 勢力
草原之狼（Steppen WOLF）
知名的駭客集團，由相馬透、野野村優哉、笹桐月菜、二階堂彰四人組成，巴傑拉於一年前加入，優哉為隊長，月菜為現實世界上的支援。在一次盜取「W&Q娛樂」的資料後，優哉覺得近來的舉動太過份而提出解散。月菜提議在解散前幹一番大事--入侵軍方網絡，然而不幸誤闖軍方和恐怖組織之間的戰鬥，優哉被殺。草原之狼就此「死」去，但名聲尚在。
國連軍治安維持局（FLAK）
即軍方，「FLAK」的名稱有多種說法，如投訴處理部（flak-catcher）、亂鬥（FLAK）專門隊伍、很早以前開發的假想戰鬥遊戲中稱為FLAK的強敵等。表面上給人「濫殺」的感覺。
反晶片主義者同盟（Antichips）
「反晶片思想」，在人類腦部植入晶片的措施實行時已存在。約有數百個持有此思想的合法組織，也有非法的恐怖組織。他們認為於腦部植入晶片是危險行為，更有人認為政府會透過晶片操縱人民，甚至洗腦。在這沒腦部晶片就幾乎不能正常生活的年代中，社會普遍認為他們非常荒謬。
飛刀
反晶片主義者同盟中最強力的非法武裝組織，由匡統領。他們認為植入腦部晶片是政府實行「大眾操作」的陰謀，亦反對對犯人植入「更生晶片」。
V.S.S（Virtual Sphere Security）
數年內快速成長，最大的網絡保安公司、民間警備公司，全公司職員辦事效率奇高，橘玲佳是最高經營責任者兼社長。亦有研發腦內晶片，然而實際上卻是……。
I.V.S
和V.S.S合作的公司之一，主要生產腦內晶片。
水星科技（Mercury Technology）
和V.S.S合作的公司之一。

## 角色介紹
※聲優排序：PC、DC / PS2 / BALDR FORCE Re-Action。Standard Edition版除了相馬透是石田彰配音，其他也是PC十八禁版的聲優。OVA版見BALDR FORCE EXE RESOLUTION。

### 草原之狼（Steppen WOLF）
相馬透（聲：無/石田彰/浦田優）
生日：10月7日，血型：A型，學歷：公立工業高中輟學。
基本能力：體力12、知識16、敏捷13，技能：操作等級5、駭客等級5、程式編寫等級3
本作主角。「草原之狼」的王牌，擅長操作，與好友優哉的組合在駭客界中十分知名。其是和優哉合作製作、完全自創的作品。在團隊最後一次駭客活動中，誤闖入軍方和恐怖組織之間的戰鬥，優哉更被軍方誤殺，透就此發誓報仇。而在優哉死之前，透曾經兩度看到了謠傳中的電子體幽靈。另外，透失去八年前的記憶。
笹桐月菜（聲：芹園宮/川澄綾子/同PC及DC）
年齡：19歲、身高：160cm、血型：B型Rh+、星座：處女座
透的青梅竹馬，父親因交通意外死後加入「草原之狼」，負責對沒入後的成員的支援。以前亦有以沒入網絡的經驗，但每次也是迷路收場。
優哉死後被挖角入V.S.S，不擅於操作的她卻因某些原因而升職至V.S.S中最精銳的α部隊。
野野村優哉（聲：山口一樹/三木真一郎/高橋廣樹）
透的好友，「草原之狼」的隊長。因為不想「草原之狼」落至劊客之名而被捕的收場而提出解散，並想私下和透成為售賣電腦相關產品的商人。但在解散前的紀念駭客活動中被軍方誤殺。之後，一條在網絡中可變成短刀的頸鍊的遺物被透拿去，於大部份的劇情路線都會在重要關頭發揮其作用。
二階堂彰（聲：神無月季/保志總一朗/伊藤健太郎）
「草原之狼」成員之一。優哉死後被捕監禁並殖入更生腦晶片，其後恐怖組織「飛刀」襲擊監禁所並救出彰，之後彰更成為了飛刀的成員。對匡會加上先生來稱呼。

### 國連軍治安維持局（FLAK）
瀨川美野里（聲：武下真奈美/福井裕佳梨/戶沼ゆず）
年齡：21歲、生日：6月28日、星座：巨蟹座、身高：166cm、血型：B型Rh+、學歷：國立教育大學退學
基本能力：體力9、知識16、敏捷10。技能：教育學等級3、支援等級4、程式編寫等級2
情報管理係第一小隊的支援員，外表上不像軍人。透進入軍隊後就很快暗戀上他。
生於資產家家庭，就讀名女子校而且成績優秀，曾多次獲表揚。於17歲入讀國立教育大學，但20歲時因一些事情而提出退學，自願加入軍隊。當時遭到父親和大哥等人的強烈反對，現在看似和家庭關係疏遠。
紫藤彩音（聲：坂本翔子/根谷美智子/同PC及DC）
年齡：20歲、生日：11月27日、星座：天蝎座、身高：169cm、血型：AB型Rh+、學歷：通訊制高校畢業
基本能力：體力12、知識13、敏捷15。技能：操作等級5、駭客等級2、假想工程等級1
情報管理係第一小隊的駕駛員，對人冷酷而且經常孤獨一人。在戰鬥時經常獨自行動，對恐怖組織持有極強的恨意。
父母是地方地主，在彩音12歲時因事故死去，其大半財產被親戚奪去。之後與弟弟到國家首都居住。
15歲至17歲時一邊就讀通訊制高校，一邊在I.V.S工作。18歲畢業，任職低級技術員。19歲時因一些事情而辭職，自願加入軍隊。
凱拉·基爾斯垣（Kaila Kirsten，聲：渡邊さとみ/水野愛日/沒有登場）
年齡：戶籍紀錄上是21歲（實際上這紀錄有被篡改過的嫌疑）、生日：12月3日、血型：B型、學歷：不明
基本能力：體力12、知識14、敏捷13。技能：操作等級4、駭客等級4、程式編寫等級1
情報管理係第一小隊的駕駛員，處事樂觀，經常露出內衣在基地走來走去。
15歲時由北美洲移居至東亞後自願加入軍隊，但在一年後因犯事而入獄一年。17歲時以平民身份鎮壓恐怖組織有功，被八木澤推薦再度入隊。
身體多處受過最先進的人類工程學加工手術美化，8至6年前曾經以「童貞殺手（Cherry boom）」的名稱在網上活動。
16歲時曾經與被通輯的駭客慣犯相戀，但凱拉在半年後被捕，那男人則逃走成功，但最後還是死了。而一年刑期的輕判是因為法官認為凱拉精神受打擊而酌情處理。
柏木洋介（聲：秋田邦彦/平川大輔/沒有登場）
年齡：19歲以上、生日：5月23日、血型：O型、學歷：私立高校輟學
基本能力：體力13、知識13、敏捷13。技能數值：操作等級3、駭客等級3、程式編寫等級2
情報管理係第一小隊的駕駛員，經常胡亂結交女性並與之交往。以前是駭客集團「胡桃鉗（Nut Cracker）」七名成員之一。
15歲入讀私立高校，16歲時因駭客慣犯及不正當的異性交往的原因而被停學輔導。經過兩年後被八木澤推薦而半自願加入軍隊。
父母是治安維持軍極東地區的將校，亦曾經介入因駭客事件而引起的起訴。而洋介在16歲後就沒有再回家。
17歲組成「胡桃鉗」，另外以音樂活動維持生計，期間經常因和女性的關係而被起訴。
19歲和黑社會幹部的女性相戀，「胡桃鉗」更因此而捲入多宗暴力事件。最後7人中除了洋介全部死去，那女性則下落不明。
八木澤宗次（聲：佐倉徹/大林隆介/同PC及DC）
年齡：42歲、生日：2月23日、血型：A型、學歷：公立高校畢業
基本能力：體力14、知識14、敏捷13。技能：小隊戰術等級4、格鬥（武術）等級4
情報管理係第一小隊隊長，經驗豐厚，曾被透認為說話語調沒神沒氣。雖然現在已經不再操作，但以前是極優秀的駕駛員（實際上到現在還是十分厲害），喜歡用舊式，曾被匡稱為「永遠不能勝過的男人」。
18歲自願加入軍隊。20歲升至士官，調派至情報管理課蹤班。34歲因一些事情而要求降職為一般部隊隊長。
以前曾經失去一位感情甚深的孩子，因此對著小孩也會感傷（尤其是巴傑拉）。
權堂嚴（聲：竹本英史/成田劍/沒有登場）
治安維持局長官，極度好色。因為曾經被降職而對上司不滿。
笹桐月菜的父親
經過八年前的事件後成為駭客。一直照顧著透，但極不主張他接觸任何有關駭客的事物。數年前因交通意外而死。

### 飛刀
匡（Qu Wong，聲：リッキー力/藤原啓治/同PC及DC）
反晶片主義同盟武裝恐怖組織中實力最大的「飛刀」的領袖，組織中人望甚高。經常強調「認識真相永遠也是痛苦的事」。所使用的是重視裝甲耐久方的超重量型。另外亦精通中國武術。
梁（Ryang，聲：桜木あおい/能登麻美子/生稻誓子）
年齡：21歲、身高：155cm、血型：B型Rh+、星座：射手座
「飛刀」的支援員，穿著旗袍，被透評為「尖臉薄唇的典型中國美人」，亦十分受組織的人們歡迎。有著嚴重的健忘症，但背記雜亂無章、毫無規律的數據的能力卻超乎常人。另外亦精通中國武術，能夠一擊打昏別人。在OVA中被大改設定，幾乎變了另一個人（詳見OVA與原作不同之處）。
元霸（聲：鳥山朋一/千葉繁/同PC及DC）

「飛刀」的主要戰鬥人員，以殺戮為樂。為人極度殘忍，自稱擅長折磨人到半死不活的狀態。極度好色，其下體受過加工手術。身體能力、反應和操作的能力也十分強，巴傑拉亦敗於其手下。第六感亦異於常人。另外，說話中經常夾雜著髒話，遊戲中以「●、■、▲」等符號代替是常事。
雖然壞事做盡，但對著梁還是不會使用暴力。在多些劇情路線中，元霸也會因金錢等原因而出賣飛刀基地的所在位置給橘玲佳。

### 其他
橘玲佳（聲：阿藤魁彌/田中敦子/沒有登場）
民間警備公司V.S.S的最高經營責任者兼社長，年齡意外地輕，看上去還沒有到三十歲。在月菜的劇情路線中特別看重透和月菜。對網絡空間法則及轉換精神至網絡的知識所知甚詳。
巴傑拉（聲：鮎川守/桃井晴子/同PC及DC）
一年前開始與「草原之狼」共同行動，技術極高的駭客，連軍方構造體也可以輕易入侵。只在網絡和草原之狼來往，從來沒有露面，說話也是用電子聲音。但看起來似乎不成熟，曾被透認為是「思想幼稚但技術極強的中年同性戀男人」。
因為太聰明，與同年的人談不來，但比她大的人則看不起她是個女孩，所以堅持不露面。後來一直在「飛刀」基地附近的死城獨自生活，情緒寄託只有一些流浪貓、網絡和自己的專用人工智能朋友。
水坂憐（聲：まきいづみ/野川櫻/同PC及DC）
年齡：不詳、身高：152cm、血型：O型Rh+、星座：雙魚座
於網絡空間出現，傳說中的電子體幽霊。看上去只是個普通的少女，謠傳見到她的人都會失蹤。
利維坦（Leviathan）
於網絡空間出現，傳說中的怪物、最終兵器。被謎團包圍的巨型神秘黑球。
每一平方毫米包含5600Terabyte的驚人容量，動用全V.S.S的人工智能群才可以勉強解決運算延遲（lag）的問題。

## 用語及設定
電子體
精神傳送到網絡的人。

又稱「戰鬥用電子體」，用以戰鬥的工具。使用的時候自身會變成機械人般的模樣（OVA版則是坐在駕駛倉中），因目的是戰鬥，感官上的模擬比較粗糙（避免受傷時的痛楚）。少部份人會使用「可變式」，但變化成形時會有異樣的痛苦感。
沒入（Dive）
使用「神經插入子（neurojack）」傳送精神進入網絡。正常人不能沒入超過3天，否則會因缺水而死。
網絡空間法則
除「不留下任何屍體和殘骸」（但仍會留下快取），是以完全模擬現實的物理法則為最終目的，如模擬的重力等於現實的1G。
命網（Silvercode）
所有電子體經由神經插入子和現實世界連接的唯一協定，如神經插入子被人拔去，即立刻腦死。
D.O.S（Disconnect of Silvercode）
發放過負荷資料導致嚴重運算延遲（lag），切斷大範圍內的命網，多年前曾令數萬人腦死的災難性攻擊，連恐怖組織也不敢使用。但真正D.O.S需要大量AI群操縱，難度極高。
逆流現象
於沒入時，當現實世界的身體感覺太強烈，將會遮蔽網絡的模擬而感到現實真正的感覺。
腦死（Flatline）
任何連接著網絡的情況下進入網絡死去即稱為腦死，不論有否沒入。一般分為四種：
物理上破壞腦部
通常是因踩中「攻性防壁（Black Ice）」（一種致命陷阱），經由神經插入子直接傳送大量信號至現實腦部，負荷過大，腦部燒焦而死。
沒入時現實身體死去
如缺水、老人不能負荷過量運動而死。死者會成為電子體幽靈，理論上將會永遠存在於網絡上。
電子體被消滅
沒入時被殺，因網絡空間法則模擬現實，現實世界的身體也會受傷。
命網斷開
神經插入子被人拔去或受到D.O.S攻擊。死者會成為植物人。

## 故事核心

### 殺死優哉的凶手
其凶手就是彩音，但當時她是神智不清的。
彩音18歲在I.V.S工作時被元霸派的恐怖組織捉走並成為人質監禁，更被施加強姦以外的性暴行。其後，身為軍人的弟弟Yūsuke 趕去救彩音，但卻在彩音面前被元霸凌遲式慘殺，因此對恐怖組織（特別是元霸）產生極大的怨恨。最後由八木澤宗次所指揮的部隊救出。在OVA內沒有發生這些事，只是弟弟出外工作時被元霸殺掉。
為了復仇不惜隨便洩漏軍方保安漏洞，希望藉此引來恐怖份子而增加報仇的機會。絕大部分恐怖組織和駭客（包括草原之狼）入侵也是靠著這些情報。
為可變型式，當時戰敗於元霸後神志不清而在透面前誤殺優哉。因為當時的是平時不用的較強裝備，透當初入隊時並不知道彩音就是仇人。

### 八年前的相關事件
十年前至八年前的實驗時期
透、梁、元霸、巴傑拉、憐五人分別被腦部改造實驗的實驗參與人員半欺騙地帶入實驗所，是至少八年前的實驗受害者，而憐則在實驗中死去。他們除了在腦部改造實驗的實驗所外，也在一間森林中的小屋居住過一段時間。
另外，巴傑拉真正名字是「木嶋 宣子」，透是「水坂 信一」，他們本人並不知道，而名字讀法官方並沒有公開。
透是水坂憐的義兄，這記憶被實驗的人員消去。但義兄的設定僅出現在無印版及EXE版，其他皆為血緣兄妹。
八年前的D.O.S慘劇
及後，實驗者四人因橘玲佳對同僚洗腦的陰謀而被受害者之一的匡帶同一起逃走。匡考慮到宣子於實驗的副作用較輕而把她送入孤兒院，其間她改名為朝倉 光。之後匡繼續被軍方追擊，匡於逃走時遇到八木澤但被擊敗，然後當時還是小孩的朝倉光自稱巴傑拉（BACHELOR）與八木澤為首的部隊展開激鬥，八木澤戰敗而且受重傷。碰巧遇著利維坦的D.O.S式攻擊的大慘劇，八木澤的部下全滅，政府趁機嫁禍給她（之後巴傑拉對這件事十分敏感）。
匡、實驗體四人、八木澤逃過當時利維坦的D.O.S式攻擊的大慘劇，八木澤從匡口中得知腦部改造實驗而放過他們。因透的於實驗的副作用較輕而把他交託給當時還是軍人、八木澤的好友的月菜父親。
慘劇之後
匡帶著梁和元霸，為了揭發腦部改造實驗而組成反晶片主義組織「飛刀」，一直收容其他被橘玲佳和政府迫害的人。八木澤和匡有少量來往，更為了暗中包庇匡的組織「飛刀」而要求降職。月菜父親也知道了腦部改造實驗及洗腦晶片的事而辭職。

#### 腦部改造實驗
腦部改造實驗（Brain Project）
成員：
八木澤宗次
腦部改造實驗的（名義上的）成員之一，而實際上只是擔任追補匡的追蹤部隊隊長，實驗內容在遇到匡後才知道。
權堂嚴
腦部改造實驗實際參與的成員之一，當時是亞洲地區治安總括本部的參謀長官，負責監督的工作。其後因實驗中止而被降職。
匡
腦部改造實驗實際參與的成員之一，到後期意識到實驗的危險性而傾向保護實驗體（透、梁、元霸、宣子（巴傑拉）、憐）。
和橘玲佳是中學的同學，更似乎曾在腦部改造實驗時期相戀。但兩人在理念和思想上有很大的分別。
橘玲佳
腦部改造實驗實際參與的成員之一，可以算是整個故事和伏線起源的角色。執著於實驗的成果而不理實驗體的死活。
計劃一
研究以腦內晶片擴大記憶力、操作記憶、消去記憶的計劃。後兩者之後應用在計劃四和少量應用於計劃二。
以梁為實驗體。實驗後梁擁有短期的超強記憶力，相反，副作用就是嚴重的健忘症。腦內晶片有個致命性的程序錯誤，受到負荷的話有可能會昏迷不醒，在憐的劇情路線中被巴傑拉修正其錯誤。
計劃二
研究以腦內晶片提高腦部思考能力、唯一一個有兩位（一男一女）實驗體的計劃。男性實驗體方面是強化右腦以提高直覺、感官、運動神經。女性實驗體方面是強化左腦以提高智商、記憶力、思考力。
男性方面以元霸為實驗體。實驗大致上成功，但副作用是過度強化後，他的本能衝動會比一般人強很多，導致他易怒、情緒不穩，且對性、暴力等行為異常熱衷而無法自控。雖然在施展惡行時了解這是不對的而有內疚的情緒，但無法停止。在憐路線的十一章「彼方」中，與透在山中小屋對決前，希望透能戰勝自己而得到解脫，在戰敗後對透表示謝意，並希望透能讓憐也解脫。。
女性方面以巴傑拉為實驗體。實驗也是大致上成功，副作用聲稱是情緒不穩，但看不出是，而且匡認為她副作用十分輕。實際上的副作用應是身體停止生長。因為身體停留在小女孩的狀態，巴傑拉對於胸部的大小似乎非常在意。
計劃三
研究以腦內晶片強化電子體的生存能力，長時間或永遠保持和現實身體切斷連結以電子體活動的計劃。
以憐為實驗體。但憐因實驗半失敗的情況下不幸失去現實身體，成為電子體幽靈永遠徘徊於網絡。但除去這點，實驗是意料之外的大成功。最後計劃凍結。
計劃四
研究以腦內晶片改變精神、記憶，和回復的能力的計劃。實際上是在腦部再安裝另一塊用作備份記憶的晶片。就算被其他人不正當的入侵腦部，只要使用者「想回復」，精神和記憶就可以回復，可算是個人的腦部保安裝置（另外，實行回復時，實行者的腦內晶片會發出「反轉（Flip-flop）」的訊號）。計劃在改變精神、記憶方面確認成功，回復方面在實驗其間並未確認，實際上也是成功。
透是此計劃的受害者，亦是在實驗中唯一沒有副作用的人。實驗其間的記憶被實驗人員消去。

### 有關洗腦

#### 歷史
橘玲佳似乎因為某些悲慘過去，認為社會腐敗是因為人們的想法不同而出現不必要的紛爭。在腦部改造實驗時知道可以以植入洗腦晶片控制他人思想，於是深入研究。後來為了測試，把實驗的同僚（包括匡）當作實驗品。但當時的技術並不完全，多數的受害者因為仍保有一部分自我意識卻受控制而在精神上面臨巨大的壓力，最後不是發瘋就是死亡。匡幸而遇到當時已成為電子體幽靈的水坂憐而被引導醒覺，帶同其餘四位小孩逃走。
實驗被凍結後橘創立網絡保安公司，但實際上是以其職員作洗腦的實驗品，因洗腦技術的關係而得到政府暗中資助，公司急速擴展。橘玲佳更企圖以洗腦晶片控制社會。

#### 受害人
笹桐月菜
月菜加入V.S.S後有一些小成績就升職至全公司最高級的α部隊就開始被洗腦（名義上是「訓練」），過程中一直有一定程度的抵抗力。而在故事最後，因為與洗腦的主人工智能的切斷而永久失去連接網絡的能力。
另外，月菜初加入V.S.S時使用的是V.S.S最基本的TYPE-02H；被洗腦的初階段使用α1；後期使用α2；被完全洗腦後使用V.S.S的超重量級光學。
二階堂彰
被捕後被軍方在腦內植入了「更生晶片」。在梁的劇情路線中，橘玲佳以此企圖操控彰與透戰鬥，最後彰自殺以避免被操控。
瀨川美野里
20歲時當見習老師的實習中的幼年學生其實是暗中被裝了洗腦晶片的受害人，當時美野里正教授沒入網絡的實習，政府為了滅口而趁這個機會放出病毒殺害該批兒童，並嫁禍給恐怖組織。美野里認為這是她的錯，因為她沒有事先親自沒入以視察網絡的環境。受了半年的打擊後，為了不想再發生這些事而加入軍隊。

### 有關電子體幽靈及電子體惡魔
憐因腦部改造實驗的計劃四失敗而去世，漂浮在網絡上、名副其實的「電子體幽靈」卻不知道自己已經死了，一直以來都在尋找透和回到現實世界的方法。其間因忍受不住寂寞感，最終潛在意識分裂，生出了怪物——「利維坦」的另一人格。另外，在EXE版中是透的義妹。
橘玲佳在腦部改造實驗被凍結後仍然監視著成為了電子體幽靈水坂憐和利維坦，並企圖控制利維坦使之成為自己的武器。

#### 電子體幽靈
可以任意扭曲網絡世界的物理法則，隨意移動，任何保安裝置對她來說形同虛設（但憐本身不知道何謂保安裝置）。原理是因為大部分的保全系統是偵測命網（Silvercode，連接實體跟電子體的協定），但是因為憐已失去現實世界的身體，所以保全系統無效。但是如果是純粹限制電子體的道具是可以產生效果的，例如憐路線中VSS所用的電子體捕捉網。

#### 電子體惡魔
利維坦其實是水坂憐的潛在意識，和她的情緒波動互相呼應。而且和憐一樣可以任意扭曲網絡世界的物理法則，任何接近它的數據、電子體、記錄等也會被吸進其中（在吸入時，被吸者的腦內晶片會發出「吸收（Drain）」的訊號，就算他未必聽到）。亦正因如此，在利維坦是另一個網絡世界，在網上「腦死」的人大部份還「活」在這裡。而憐會知道所有在利維坦世界中發生的所有事。在憐的劇情路線中，會吸去故事中幾乎所有角色。
優哉的人格紀錄（類似現今的緩存）在死後被利維坦吸去。在憐的劇情路線中，他在利維坦的空間對透說不希望為自己而報仇，並提議以透自殺的方式引發腦內的備份晶片的復元功能以回到現實世界。
遊戲中引用了聖經但以理書第七章二十三節 來解釋利維坦的存在。

## 主題曲
| PC/DC版 片頭曲「Face of Fact」 作詞：KOTOKO 作曲：C.G Mix 編曲：C.G Mix・Fish Tone 歌：KOTOKO BALDR Neko FORCE版 片頭曲「Face of Fact」 作曲：I've Sound 改編：feel、佐藤裕美（） 歌：佐藤裕美 | PS2版 片頭曲「LOVE.EXE」 作詞：桃井晴子 作曲：桃井晴子 編曲：齋藤真也 歌：桃井晴子 片尾曲「」 作詞：阿閉真琴 作曲：櫻井真一 編曲：櫻井真一 歌：Chico |

## 工作人員
- 劇本：
- 原畫：菊池政治
- 音樂：Hirasan
- 機體設計：MUSASHI
- 企劃、製作：戲畫 TEAM BALDRHEAD

## 漫畫
漫畫由矢吹豪繪畫，於電擊大王2006年3月号開始連載，全3回。以彩音作為視點的故事。

## 原聲帶
BALDR FORCE collection disc（十八禁PC版）
| #  | 歌名         | 中譯（暫譯）     | #  | 歌名        | 中譯（暫譯）         |
| -- | ------------ | ---------------- | -- | ----------- | -------------------- |
| 1  | Face of Fact | 事實的真相       | 16 |             | 負面情況             |
| 2  |              | 歡近來到電子世界 | 17 |             | 記憶的碎片           |
| 3  |              | 真實世界         | 18 |             | 變壓振動             |
| 4  |              | 想悠閒一下呢     | 19 |             | 慟哭的淚             |
| 5  | DANGER ZONE  | 危險地帶         | 20 |             | 電子體幽靈的少女     |
| 6  |              | 悠閒的各人       | 21 |             | 潘多拉的盒子         |
| 7  |              | 腦衝擊           | 22 |             | 兩人                 |
| 8  |              | 疑心暗鬼         | 23 |             | 變質的愛的力量       |
| 9  |              | 在外面玩吧！     | 24 |             | 迎向終結的序曲       |
| 10 |              | 進入情報的旋渦   | 25 |             | 命運的嘲笑           |
| 11 |              | 懷念，那天的事   | 26 |             | 重要的人             |
| 12 |              | 虛擬世界         | 27 |             | 憐的夢               |
| 13 |              | 跳躍的腦         | 28 |             | 利維坦               |
| 14 |              | 控制思想         | 29 | BALDR FORCE | —                    |
| 15 |              | 機械動作         | 30 |             | 電子體少女與草原之狼 |

Baldr Force "Standard Edition" FULL REMAKE SOUNDTRACK（Standard Edition）
| #  | 歌名                 | #  | 歌名                       |
| -- | -------------------- | -- | -------------------------- |
| 1  | Face of Fact         | 16 | girl of Wired Ghost        |
| 2  | daily                | 17 | relation                   |
| 3  | calm times           | 18 | distortion                 |
| 4  | feel refreshed       | 19 | overture                   |
| 5  | the real world       | 20 | Dreamer                    |
| 6  | cyber space network  | 21 | Let's DIVE                 |
| 7  | negative             | 22 | in your hand               |
| 8  | suspicion            | 23 | associate                  |
| 9  | a good old memory    | 24 | resistance                 |
| 10 | lament               | 25 | Energize                   |
| 11 | information room     | 26 | irony of fate              |
| 12 | Data base inspection | 27 | Leviathan                  |
| 13 | Red Zone             | 28 | stay by my side forever.   |
| 14 | brainwash            | 29 | Jack In                    |
| 15 | fragment             | 30 | Wired Ghost & Steppen Wolf |